# 友绘的小梅屋记事簿
《友绘的小梅屋记事簿》是一部以台湾日治时期为背景的台湾漫画，由清水（本名洪一诚）创作。最早連載於《CCC創作集》，2020年2月出版單行本第1集。

## 大纲
以1920年的台湾为背景，描述家中在台北市经营高级料亭「小梅屋」的女学生友绘，朝迈向女将（一般指家族经营的高级日式料亭或高级日式旅馆的女主人）的接班人之路。